# تاريخ التحول اليهودي إلى المسيحية

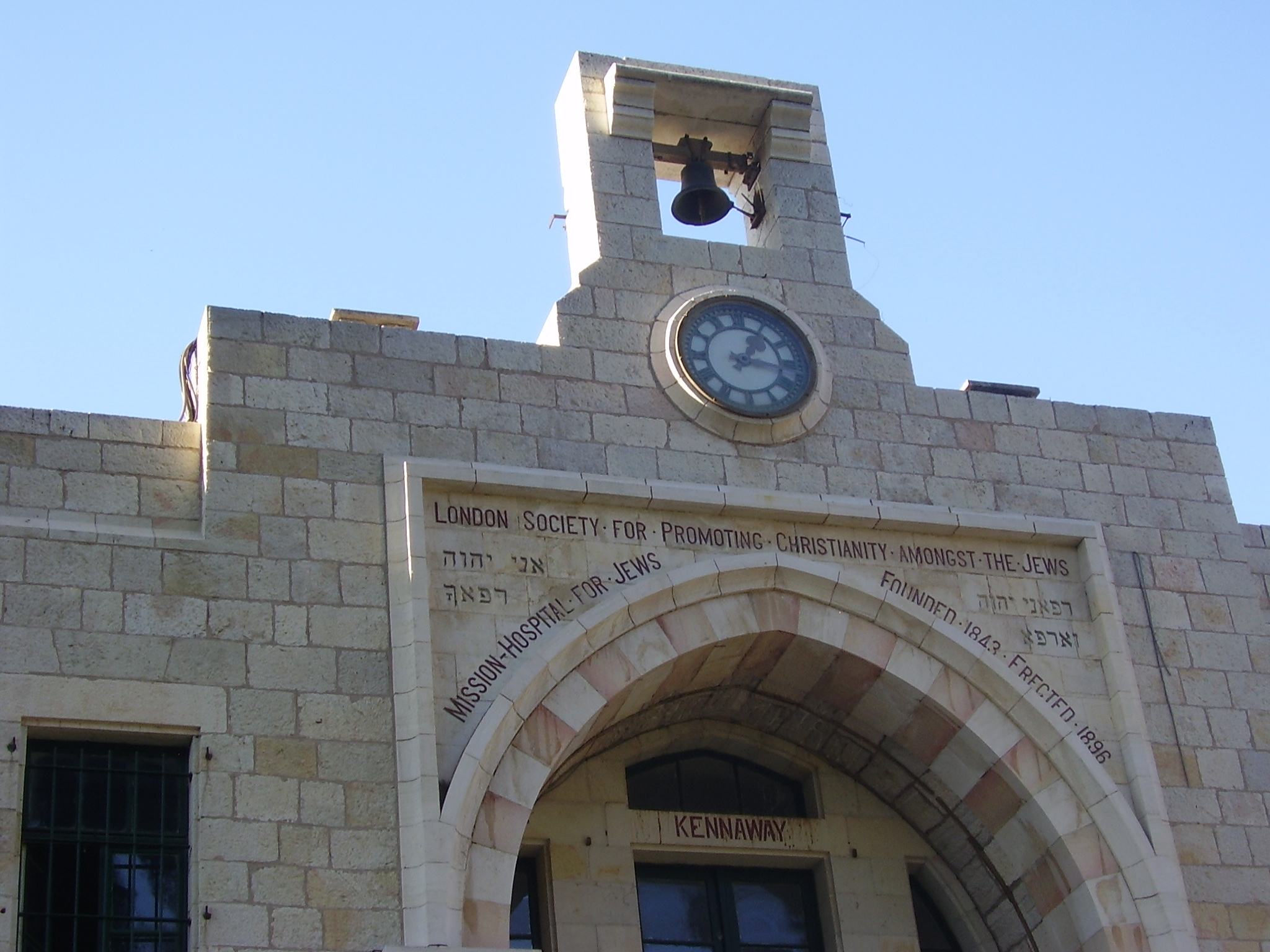
مستشفى تابع لجمعية لندن التبشيرية؛ وهي من أبرز الجمعيات التي عملت على التبشير والتنصير بين اليهود.

هناك تاريخ طويل من التحول اليهودي إلى المسيحية، سواء من خلال التحويل الطوعي أو القسري. ما يلي هو جزء من تاريخ بعض التحويلات الجماهيرية المعروفة.

## العصور الوسطى
حصلت تحولات قسرية لليهود بدعم من الحكام خلال العصور القديمة المتأخرة وفي أوائل العصور الوسطى في بلاد الغال، وشبه الجزيرة الايبيرية وفي الإمبراطورية البيزنطية. الاضطهاد الملكي لليهود في أوروبا من أواخر القرن الحادي عشر فصاعداً اتخذ بشكل عام شكل من أشكال الطرد، مع بعض الإستثناءات، مثل تحول اليهود في جنوب إيطاليا في القرن الثالث عشر إلى المسيحية، والتي نفذها الرهبان الدومينيكان ولكن تحريض من قبل كارلو الثاني ملك نابولي. وأجبر اليهود على التحول إلى المسيحية من قبل الصليبيين في لورين، على نهر الراين السفلي، وفي بافاريا وبوهيميا، وفي ماينز وفي وورمز. وهو أدى إلى إصدار المرسوم الأول من البيان الرسمي حول اليهود في عام 1120 من قبل البابا كاليكستوس الثاني والذي كان يهدف إلى حماية اليهود.

## شبه الجزيرة الأيبيرية
طوال العصور الوسطى، تحوّل بعض اليهود والمسلمين في بعض الأحيان إلى المسيحية، وغالبًا نتيجة لضغوط مادية واقتصادية واجتماعية أو الإكراه. في القرن الرابع عشر كان هناك ضغط متزايدة ضد اليهود والتي بلغت ذروتها في أعمال الشغب عام 1391 في مدينة إشبيلية وغيرها من المدن. تسبب هذه الاضطرابات تدمير المحاكم اليهودية وأعقبها تحول عدد كبير من اليهود للمسيحية، وهو اتجاه استمر حتى القرن الخامس عشر. وخلافًا للممالك الإيبيرية الأخرى، لم تتأثر كثيرًا البرتغال من موجات الشغب. هناك، في عام 1497 أزدادت أعداد المسيحيين الجدد مع اجبار المسلمون واليهود التحول للمسيحية أو مواجهة الطرد. وتشير احصائيات إلى تحول أكثر من 200,000 يهودي للمسيحية في القرن الخامس عشر، في حين تعرض للطرد بين 40,000 إلى 100,000 يهودي. في الوقت نفسه وعلى الرغم من إصدار أوامر بطرد اليهود من البرتغال في عام 1496، الا أنه لم يسمح إلا لعدد قليل منهم بالرحيل، وأجبر الباقي على التحول للمسيحية.

## أوروبا الشرقية
بين عام 1648 وعام 1649، انتشرت انتفاضة واسعة النطاق تكونت من القوزاق والفلاحين الأوكرانيين بقيادة بوهدان خمل نيتس كيي عبر الكومنولث البولندي الليتواني، في منطقة أوكرانيا اليوم. في أثناء الانتفاضة، كان هناك العديد من الضحايا اليهود، وتم تدمير العديد من المجتمعات اليهودية. وتحول عدد كبير أيضاً إلى الأرثوذكسية الشرقية. وفي القرن الثامن عشر، أطلقت إليزابيث إمبراطورة روسيا حملة تحويل قسري للرعايا القاطنين في الإمبراطورية الروسية من غير الأرثوذكس، ومن ضمنهم كان عدد من المسلمون واليهود. أيضاً، في النصف الثاني من القرن الثامن عشر، حدث تحول جماهيري إلى الكاثوليكية من قبل أتباع يعقوب فرانك.

## ما بعد التنوير

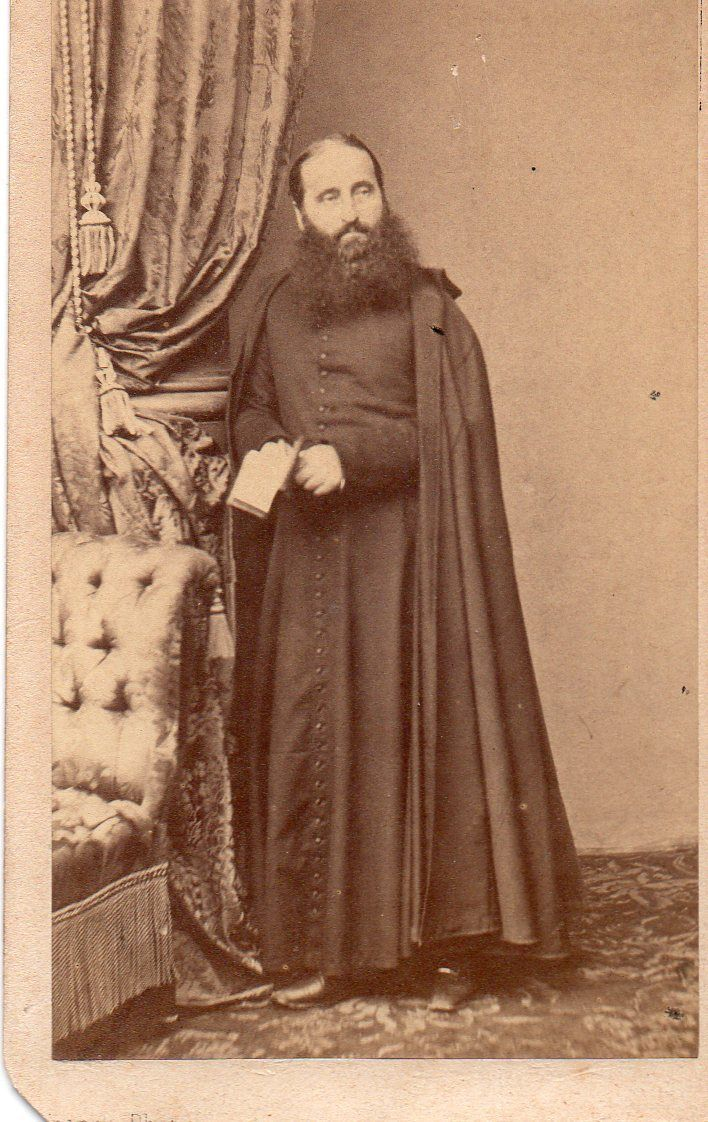
تيودور راتيسبون، تحول من اليهودية إلى الكاثوليكية وهو مؤسس رهبنة نوتر دام دى سيون عام 1852.

على الرغم من أن التحويلات القسرية كانت أقل شيوعًا في القرن العشرين، إلا أن النشاط التبشيري ظل قوياً بين اليهود، واختارت العديد من العائلات اليهودية التحول إلى المسيحية من أجل الاندماج في المجتمع العلماني. وتبعت فترة في المملكة المتحدة عندما انضمت العديد من العائلات السفاردية الرئيسية بما في ذلك آل بيرنالز، وفرتادوس، وريكاردوس، وديسرايليس، ولوبيز وأوتزيليس إلى الكنيسة المسيحية.
كان لألمانيا ثلاث فترات رئيسية للتحول اليهودي إلى المسيحية، وهي البداية الأولى خلال عصر موسى مندلسون، وحدثت موجة ثانية خلال النصف الأول من القرن التاسع عشر. وقام ديفيد فريدلاندر بإعداد قائمة تضم 32 عائلة يهودية وحوالي 18 يهوديًا غير متزوج تم تحولهم إلى المسيحية مؤخرًا إلى المستشار البروسي لولاية هاردنبرغ في عام 1811. في المقاطعات البروسية الثمانية القديمة بين عام 1816 وعام 1843، في عهد فريدرش فيلهلم الثالث ملك بروسيا، تحول حوالي 3,984 يهوديًا إلى المسيحية، وكان من بينهم العديد من أغنى اليهوج والأكثر ثقافة، في حين وفقًا الموسوعة اليهودية كانت أعدادهم حوالي 2,200 من عام 1822 إلى عام 1840. وكانت الفترة الثالثة والأطول من الانفصال عن اليهودية بسبب اللاسامية، وبدأت في عام 1880. حيث في جميع أنحاء الولايات الألمانية، بإستثناء النمسا وفرنسا، حصل العديد من اليهود على مناصب عالية وعائدات كبيرة مقابل التخلي عن اليهودية.
بحسب مصادر تحول 40,000 روسي يهود إلى المسيحية بين عام 1836 وعام 1875. وخلال نفس الحقبة تم تقدير عدد اليهود المتحولين إلى المسيحية في بريطانيا العظمى بحوالي 50,000. وتشير تقديرات مختلفة بخصوص إجمالي عدد التحويلات خلال القرن التاسع عشر. كتبت إحدى الموسوعات المسيحية أن العدد تجاوز 100,000؛ بينما تقدر الموسوعة اليهودية الأعداد بحوالي 190,000. وقدرت مصادر معاصرة أخرى العدد بحوالي 130,000، أو حتى ما يصل إلى 250,000.
تشير الموسوعة اليهودية إلى بعض الإحصاءات عن تحول اليهود إلى البروتستانتية والكاثوليكية، والمسيحية الأرثوذكسية (التي تسميها «الكاثوليكية اليونانية»). اعتنق حوالي 2,000 من يهود أوروبا المسيحية في كل عام خلال القرن التاسع عشر، ولكن في 1890 وكان العدد أقرب إلى 3,000 سنويًا، و 1,000 في هنغاريا والنمسا (غاليسيا)، 1,000 في روسيا فضلًا عن (بولندا وبيلاروسيا وأوكرانيا وليثوانيا)، و500 في ألمانيا (بوسن)، والباقي في العالم الإنجليزي. شهد القرن التاسع عشر تحول 250,000 يهودي على الأقل للديانة المسيحية وفقا للسجلات الموجودة.
بحلول عام 1941، كان أكثر من 17% من يهود بودابست (كما تم تعريفهم من قبل القانون) ينتمون إلى طائفة من الطوائف المسيحية. وكان عدد المتحولين إلى هذا الحد عظيمًا، وكان تأثير بعضهم كبيرًا جدًا حتى أن الأسقفية الكاثوليكية أسست جمعية الصليب المقدس في أكتوبر من عام 1938، وهي رابطة لحماية حقوقهم القانونية والاجتماعية. وحارب المسؤولون إصدار القوانين العنصرية بحق اليهود، وقاموا بحملة ضد المزيد من التشريعات، وحاولوا فيما بعد مساعدة المتحولين اليهود إلى المسيحية.

## العصر الحديث

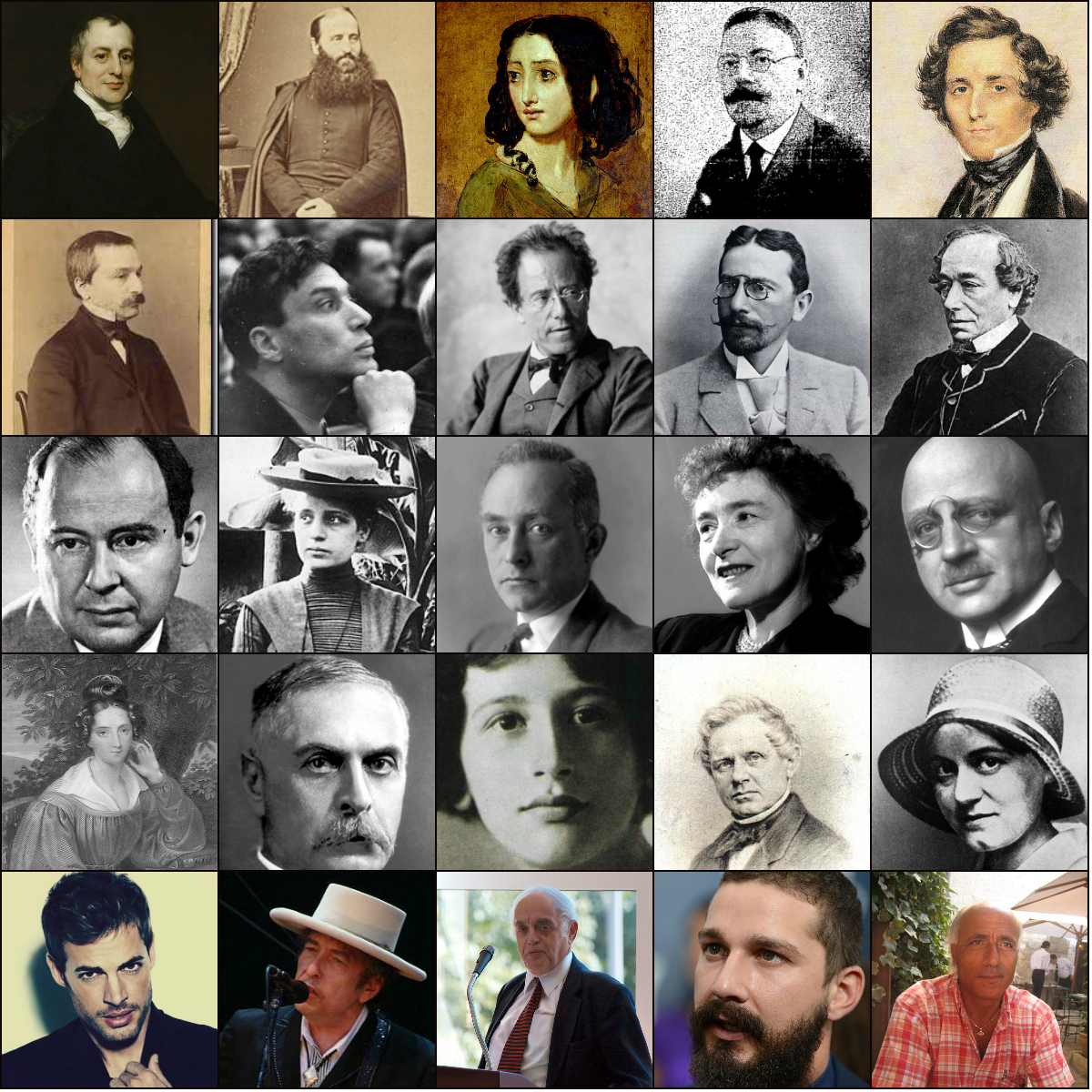
مجموعة صور لمشاهير يهود تحولوا إلى المسيحية.

نتيجة لارتفاع معدل تحول اليهود إلى المسيحية، يمكن العثور على العديد من المسيحيين من أصول يهودية. في عام 1930، اكتشف المسؤولون النازيون أن السكان المسيحيين الألمان الذين لديهم أصول يهودية يساوي تقريباً عدد الجالية اليهودية البالغ عددها خمسمائة ألف تقريباً. تشير الدراسات أن حوالي 19.3% من الإسبان والبرتغاليين الكاثوليك هم سليلي ذريَّة وأسر يهودية سفاردية في شبه الجزيرة الإيبيرية الذين اعتنقوا الكاثوليكية طوعًا أو قسرًا في القرن الرابع عشر والقرن الخامس عشر. وتشير التقديرات إلى ما لا يقل عن 10% من سكان أمريكا اللاتينية ممن تنحدر أصولهم إلى شبه الجزيرة الإيبيرية هم من أصول يهودية سفاردية.
كشف استطلاع من مركز بيو للدراسات وللرأي اجري بين يهود أمريكا في أكتوبر 2013 ونشرته صحيفة «هارتس»، نقلا عن «نيو يورك تايمز»، كشف عن ارتفاع عدد المسيحيون من خلفية يهودية وبين الاستطلاع انه يقطن في الولايات المتحدة 1,600,000 يهودي تحول للمسيحية أو مسيحي من خلفية يهودية. بحسب إحصائية تعود لعام 2012 وجدت أن 17% من يهود روسيا يعتنقون الديانة المسيحية؛ الغالبية منهم تتبع مذهب الكنيسة الروسية الأرثوذكسية. حاليًا يعيش في الأرجنتين 64,000 كاثوليكي من أصول يهودية، كما ويتواجد في إسرائيل حوالي 40,000 من المسيحية الكاثوليك ذوي الأصول اليهودية، وينتمون إلى الطقس اليهودي العبري ، إضافة إلى الآلآف من اليهود الإسرائيليين ممن اعتنقوا المسيحية ويتوزعون بين البروتستانتية التقليدية والإنجيلية.
تشمل قائمة اليهود المتحولين للمسيحية العديد من الشخصيات التي تركت آثر في التاريخ منهم موسيقيين أمثال فيلكس مندلسون، وغوستاف مالر، وأرنولد شوينبيرج، وفلاسفة أمثال إدموند هوسرل، وإديت شتاين، وسيمون فايل، ومورتيمر أدلر، وسياسيين أمثال بينجامين دزرائيلي وروبرت موسباكر وأدباء وشعراء أمثال راحيل فارنهاجن، وهاينرش هاينه، ولورنزو دابونتي، ورومان ياكوبسون، وعلماء أمثال غوستاف ماغنوس، وجون فون نيومان، وليز مايتنر، وليوبلد كرونكر، ودافيد ريكاردو، وابرام يوفي، وأوتو لوبارش، وأبراهام سموالوفيتش بيسيكوفيتش وحاصلين على جائزة نوبل أمثال بوريس باسترناك، وفريتز هابر،:33 وجرتي كوري، وكارل لاندشتاينر، وماكس بورن، وفولفغانغ باولي، ويوجين ويغنر، ودنيس غابور، ومشاهير أمثال بوب ديلن، وشيا لابوف، وويليام ليفي، ورجال أعمال أمثال جوليوس رويتر، ومارسيل داسو، وبوريس بيريزوفسكي، ولاعبي الشطرنج أمثال لويس راميريز دي لوسينا، وزيغبرت تاراش وغيرهم آخرين.
نتج عن الجهود التبشيرية المسيحية بين اليهود جماعات من اليهود المسيحيين وهم يهود عرقيًا وإثنيًّا ممن تحولوا إلى الديانة المسيحية. وهم في الغالب أعضاء في الكنيسة الكاثوليكية والبروتستانتية، وتم استيعابهم ثقافيًا بشكل عام في صلب التيار المسيحي المركزي، على الرغم من أنّ بعض هذه الجماعات المسيحية اليهودية التوفيقية تحتفظ بشعور قوي تجاه هويتها اليهودية أبرزها الكاثوليك العبرانيين (بالعبرية: עִבְרִים קָתוֹלִים)، واليهود المسيانيين (بالعبريّة: יְהוּדִים מָשִׁיחַיים) وهي حركة إنجيلية بروتستانتية تؤكد على العنصر «اليهودي» في الإيمان المسيحي ويتكون أتباعها من اليهود المؤمنين بالمسيح ويعتبر اليهود المسيانيين حركة يهودية عرقيًا مسيحية دينيًا.